# Вивірка
Ви́ві́рка, віве́риця, або бі́лка (Sciurus) — рід гризунів родини вивіркових. Вивірка пристосована до життя на деревах. Рід налічує 29 видів, поширених у лісах Європи, Азії та Америки. Вивірки належать до групи немишовидих гризунів. Представники роду — лісові жителі, які живляться переважно насінням і плодами. Вони здебільшого активні вдень і проводять більшість часу на деревах, зрідка спускаючись на землю в пошуках їжі. Вивірки будують гнізда — зазвичай у вигляді кулястої конструкції з гілок і листя, розташовані в дуплах дерев або в розгалуженнях гілок.
Етимологія: наукова назва Sciurus походить від дав.-гр. σκιά — «тінь», οὐρά — «хвіст», σκίουρος — «той, хто в тіні хвоста», — алюзія на положення хвоста, коли тварина сидить вертикально.

## Опис
Це дрібні гризуни з довгастими тілами та довгими пухнастими хвостами. Вага — 176—768 грамів, довжина тіла без хвоста — 160—308 мм, довжина хвоста — 149—313 мм. Верхня губа розділена. Задні кінцівки довші за передні й мають фізіологічні пристосування в ділянці щиколоток, що дозволяють повертати ступні на 180 градусів; ступні п'ятипалі. Моляри — горбкуваті. У представників роду Sciurus спостерігається незначний статевий диморфізм, проте середні показники маси та довжини тіла майже однакові.
Вивірки — всеїдні: крім горіхів, насіння, плодів, грибів і зеленої рослинності, вони також споживають комах, яйця, а іноді навіть дрібних птахів, ссавців і жаб. Навесні живляться також бруньками рослин.
Однією з характерних ознак вивірок є здатність запасати їжу на зиму — зокрема горіхи, закопуючи їх у ґрунт або ховаючи в дуплах дерев. Часто ці запаси залишаються незнайденими, що сприяє поширенню насіння деревних порід.

## Спосіб життя
Гризуни з роду Sciurus ведуть денний спосіб життя і витрачають значну частину свого діяльного дня на пошук їжі та розсіювання насіння. Завдяки своїй деревній природі та фізіологічним пристосуванням до лазіння, вони проводять більшу частину часу на деревах і чудово вміють робити прості розрахунки щодо стрибків між деревами на основі хитання гілок і ваги. Ці види переміщують насіння в невеликі сховища для подальшого вилучення. Вони, зазвичай, будують свої гнізда у вигляді круглястої конструкції з гілок і листя в дуплах дерев або розвилках гілок.
Вони харчуються здебільшого горіхами та іншим насінням, фруктами та деякими частинами рослин і, рідше, випадковою тваринною їжею, як от комахи, яйця, пташенята й інші дрібні тварини.
Види Sciurus мають середню тривалість життя 5–10 років, хоча в неволі цей вік може подвоїтися до майже 20 років.

## Надродові таксони
Рід вивірка (Sciurus) є типовим для родини вивіркових (Sciuridae) та всіх його мотрійкових складових: триби Sciurini та підродини Sciurinae. Водночас, родина вивіркових є типовою для надродини вивіркуватих (Sciuroidea), підряду вивірковидих (Sciuromorpha) та групи підрядів «вивіркощелепні», або «сціурогнати» (Sciurognathi). Тобто повна мотрійка має такий вигляд (цифри за  [Архівовано 3 червня 2010 у Wayback Machine.]):
- рід вивірка — Sciurus (один з 5-ти родів триби Sciurini)
- триба вивірки — Sciurini (одна з двох триб підродини Sciurinae)
- підродина вивіркові — Sciurinae (одна з 5-ти підродин родини Sciuridae)
- родина вивіркові — Sciuridae (одна з трьох родин підряду Sciuromorpha)
- підряд (або інфраряд) вивірковиді — Sciuromorpha (три родини)
- групи підрядів (або підряд) «вивіркощелепні», або «сціурогнати» (Sciurognathi).

## Найближчі родові групи
Найближчими до вивірок гризунами є чотири роди, що разом з вивіркою входять до складу триби Sciurini:
- триба Sciurini
  - рід Microsciurus (3 види)
  - рід Rheithrosciurus (1 вид)
  - рід вивірка — Sciurus (28 видів)
  - рід Syntheosciurus (1 вид)
  - рід Tamiasciurus (3 види)

## Склад роду: підроди й види

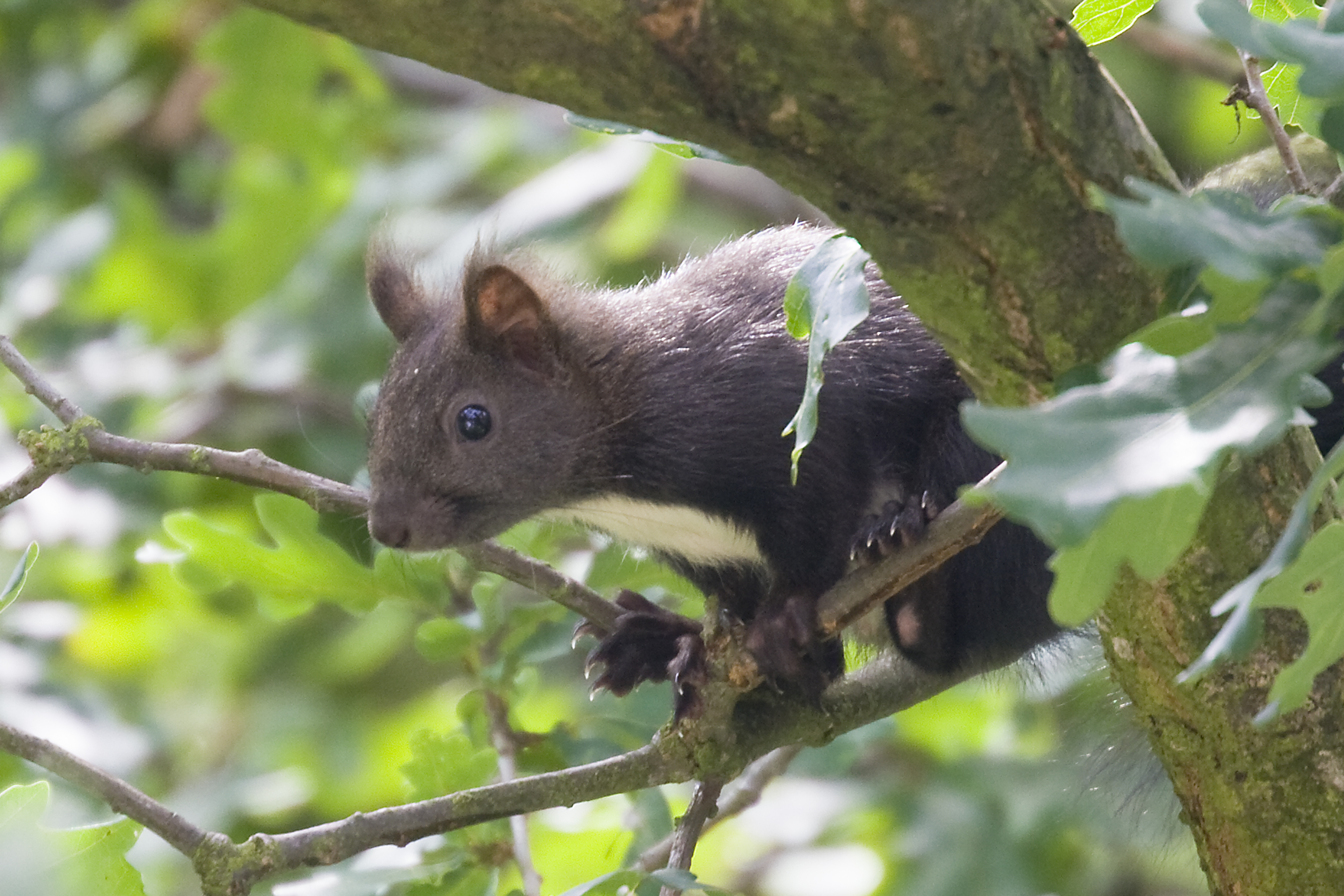
Вивірка звичайна — Sciurus vulgaris

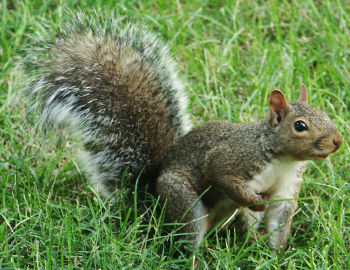
Вивірка сіра — Sciurus carolinensis

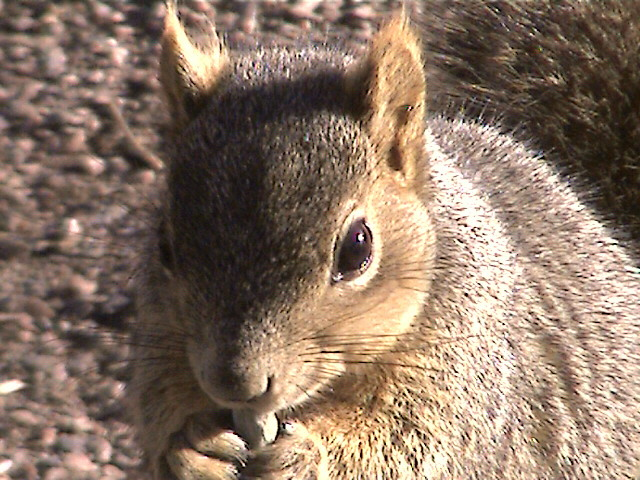
Вивірка чорна — Sciurus niger

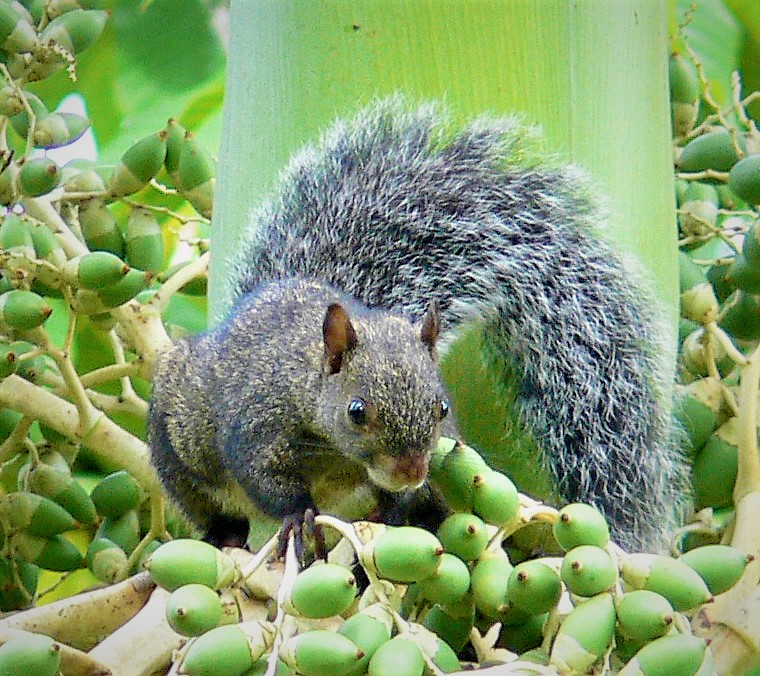
Вивірка юкатанська — Sciurus yucatanensis

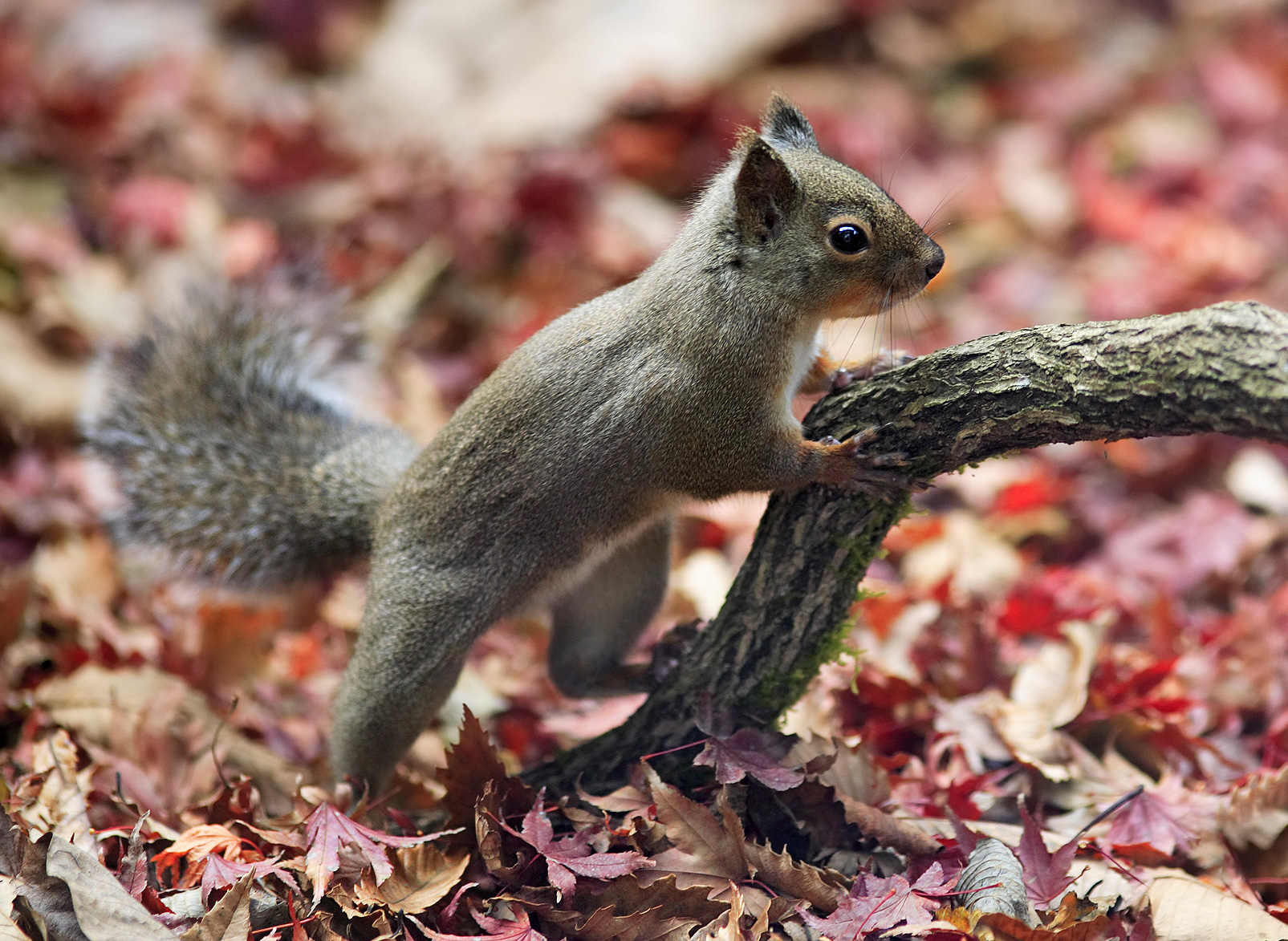
Вивірка японська — Sciurus lis

Рід вивірка поділяють на 7 підродів та 30 видів. Номінативний підрід Sciurus s. str. охоплює 13 видів.
Типовим видом роду є вивірка звичайна (Sciurus vulgaris).
- Рід Sciurus
  -     - Sciurus pachecoi

  - Підрід Tenes
    - Sciurus anomalus — вивірка кавказька

  - Підрід Sciurus
    - Sciurus vulgaris — вивірка звичайна
    - Sciurus lis — вивірка японська
    - Sciurus carolinensis — вивірка сіра
    - Sciurus alleni
    - Sciurus arizonensis
    - Sciurus aureogaster
    - Sciurus colliaei
    - Sciurus deppei
    - Sciurus meridionalis
    - Sciurus nayaritensis
    - Sciurus niger
    - Sciurus oculatus
    - Sciurus yucatanensis
    - Sciurus variegatoides

  - Підрід Hesperosciurus
    - Sciurus griseus

  - Підрід Otosciurus
    - Sciurus aberti — вивірка Аберта

  - Підрід Guerlinguetus
    - Sciurus aestuans (у тому числі S. ingrami)
    - Sciurus brasiliensis
    - Sciurus gilvigularis
    - Sciurus granatensis
    - Sciurus ignitus
    - Sciurus pucheranii
    - Sciurus richmondi
    - Sciurus sanborni

  - Підрід Hadrosciurus
    - Sciurus flammifer
    - Sciurus pyrrhinus

  - Підрід Urosciurus
    - Sciurus igniventris
    - Sciurus spadiceus

  - Підрід Simosciurus
    - Sciurus nebouxii
    - Sciurus stramineus

В Україні, як і по всій Європі, поширений один вид цього роду — Вивірка звичайна (Sciurus vulgaris). Найближчий у географічному вимірі інший вид вивірок — вивірка кавказька (Sciurus anomalus), розповсюджена у Грузії і в Закавказзі.

## Назва роду українською мовою
Словник Б. Грінченка подає українське «вивірка» (з варіантами «веві́рка», «вевю́рка»; останнє тотожне пол. wiewiórka) як відповідник до російського «бѣлка», але також наводить синоніми «білка» і «біли́ця», «віве́риця» (останнє — на Галичині). Словник Дубровського подає такі синоніми до назви виві́рка: цубі́рка, ве́врик, вевю́рка.
Слово «вѣверица» засвідчене в давньоруській мові. Воно походить від праслов'янських форм *věverъka, *věverica. Вважають, що праслов'янська назва вивірки утворена від подвоєння праіндоєвроп. кореня *ver («вигинати», «виправляти»), з якого походить також лат. viverra (див. «Вівера»).
«Білка», «білиця» — пізні утворення від д.-рус. бѣла вѣверица («біла вівериця»). Первісно «білицями» («білками») звали лише вивірок з білою шерстю (таке хутро цінувалося особливо високо), потім це слово стало загальним позначенням всіх вивірок.
В українській теріологічній літературі існує дві видозміни родової назви Sciurus. У хронології в теріологічних оглядах рід згадується так:
- 1874 вывѣрка звычайна (Sciurus vulgaris) (Полянській, М. «Зоологія». — Прага, 1874)
- 1920/1927 вивірка, білка (Шарлемань, Татарко, 1920, 1927),
- 1922 вивірка (Іван Верхратський, 1922)
- 1925 вивірка (Храневич, 1925),
- 1928/1931 вивірка (Паночіні, 1931)
- 1930 вивірка (Ернст, Київ, 1930)
- 1930 вивірка, білка (Sciurus vulgaris) (Українська загальна енциклопедія, Іван Раковський (гол. ред.))
- 1938/1952/1965 білки (Мигулін, 1938; Корнєєв, 1952, 1965),
- 1956 рос. — белка, векша, місцеве — вивірка, білиця (Татаринов К. А. Звірі західних областей України, 1956),
- 1962 Голоскевич Г. Правописний словник
- 1983 білка, вивірка (Маркевич, Татарко, 1983),
- 1997 вивірка (Загороднюк, Покиньчереда, 1997),
- 1999—2006 вивірка (Загороднюк, 1999, 2004, 2006; Дулицкий, 2001),
- 2005/2006 вивірка (білка) (Делеган та ін., 2005; Булахов, Пахомов, 2006).

У працях зоологів до 1932 року і після 1991 при позначенні роду Sciurus (якому присвячено цю сторінку) переважає назва «вивірка», у період 1933—1991 року родову назву «вивірка» ставили синонімом до видової назви «білка» або вилучали[джерело?]. Поза зоологічною літературою становище дещо інше: більшість словників української мови (зокрема словники Грінченка, Огієнка та Тимченка, а також Енциклопедія українознавства) подають слова «білка» та «вивірка» як синоніми. Огієнко у Стилістичному словнику української мови вказує, що на Наддніпрянській Україні слово «вивірка» для позначення роду Sciurus невідоме, замість нього вживають слово «білка».

## Вивірка у художній літературі
Вивірка доволі часто згадується в українській художній літературі. Кілька прикладів вживання:
- Як «вивірка»:

Ольга Кобилянська, повість «Через кладку» (1913):
Тут і там ставали ми, здержувані зчудовано блискавичними скоками вивірки по струнких соснах, і мовчали.
Іван Ле, повість «Кленовий лист» (1960):
Під час відпочинку Роман виліз на дерево і ганяв вивірку на невимовну втіху дівчаток.
Олександр Кузьменко, замальовка «Зустріч» (1968):
Притулившись до дерева, я упродовж усієї боротьби розважаю: сонячна вивірка щастя мешкає поряд із тим, хто жадає володіти нею, однак переплигує на інше місце, як тільки людина намагається перехопити її собі в обладу.
Іван Багряний, «Тигролови» (1944):
Перед очима, по буйній яскравій зелені, бігали сонячні зайчики. Десь реготала вивірка.
Дмитро Павличко, «Поля, немов токи скляні» (1965):
Край хати — журавель-батіг, Соснова кучерява шапка, Де сонця золотий горіх Тримає вивірка у лапках.
- Як «білка»:

Олесь Гончар, «Бригантина» (1973):
Хто на драбинах, приставлених до розкішних черешневих веж, а декотрі воліють і без драбини обходитись, шастають, мов білки, між гіллям, меткі, верткі, тільки листя шелестить та лоби крізь кетяги черешень проблискують…
Осип Назарук, «Роксоляна» (1930):
Почала бігти [Ель Хуррем] парком дрібними ніжками, оглядаючись на нього, як молода вивірка-білка.
Олесь Донченко:
Десь у хвойній верховині завовтузилася білка.
Іван Нехода:
І падає сніг, і шумлять дерева… Десь лускає білка горішки дебелі.
Також з назвою роду пов'язані фразеологізми «крутитися як (наче) [та] білка в колесі» та «обідрати як (мов, наче) білку».